# Liphyra brassolis
Liphyra brassolis Westwood, 1864, è un lepidottero diurno appartenente alla famiglia Lycaenidae, diffuso nel Sud-est asiatico e in Oceania.

## Descrizione
Molto grande e di colore arancione e nero.
Si caratterizza per avere un aspetto e un comportamento simili a una falena. Le femmine sono molto più arancioni dei maschi in cui, invece predomina il nero.
Vive nel sud est asiatico fino all'Australia e l'India.
Il bruco vive nei nidi di formiche arboricole nutrendosi delle larve. Quando sfarfalla il suo corpo, protetto da squame aderentissime, riesce a difendersi dagli attacchi delle formiche.
Habitat tropicale, apertura alare dai 6 ai 9 cm.